# Јамајканска игуана
Cyclura collei је гмизавац из реда Squamata и фамилије Iguanidae.

## Угроженост
Ова врста је крајње угрожена и у великој опасности од изумирања.

## Распрострањење
Врста је присутна на Јамајци.

## Станиште
Станиште врсте су шуме.

## Начин живота
Врста Cyclura collei прави гнезда.
Исхрана врсте Cyclura collei укључује лишће.